# Petri Sångare
Petri Sångare är en blandad kammarkör som grundades 2010 av Alexander Einarsson då han tillträdde som organist i S:t Petri församling i Malmö. Dirigent sedan januari 2022 är Karin Oldgren. Förutom att medverka i församlingens gudstjänstliv konserterar kören flitigt både i Sverige och utomlands. 
Körens repertoar är bred men tyngdpunkten kan sägas ligga i  a cappellamusik från det senaste århundradet, med verk av bland andra Bernstein, Boulanger, Copland, Duruflé, Poulenc, Whitracre och S-D Sandström.  
Under 2012 deltog kören bland annat i uruppförandet av Lukaspassionen med text av Göran Greider och musik av Rolf Martinsson. Verket framfördes ungefär samtidigt i Svenska kyrkans alla stift. Kören deltog även vid den konsert som avslutade TV-serien Den sjungande trappuppgången.
Vid finalen av Eurovision Song Contest i Malmö Arena den 18 maj 2013 uruppförde Petri Sångare tillsammans med Världens kör "We Write the Story" av Benny Andersson, Björn Ulvaeus och Avicii.
Hösten 2013 medverkade kören i ett inslag i Humorfestivalen vilket sändes av SVT. I juni 2014 vann Petri Sångare första pris i kategorierna "Mixed Choir Adults" och "Sacred Music" i den internationella körfestivalen i Krakow.

## Fotnoter
1. ↑   Läs mer på Gehrmans musikförlag: Rolf Martinsson och Göran Greider i samarbete till Sveriges nya Lukaspassion Arkiverad 18 februari 2012 hämtat från the Wayback Machine..
2. ↑  Framförandet finns på Sveriges Televisions webbplats : "We Write the Story" av Björn & Benny och Avicii i Eurovision 2013.